# 1812 no Brasil
Esta é uma cronologia dos acontecimentos do ano 1812 no Brasil.

## Eventos
Fundação da cidade do Cabo de Santo Agostinho, Pernambuco em 15 de fevereiro de 1812.

## Nascimentos
- 22 de Março - João Francisco Lisboa, político, escritor e jornalista brasileiro, patrono da Academia (m. 1863).
- 28 de dezembro - Francisco Diogo Pereira de Vasconcelos, magistrado e político brasileiro (m. 1863).